# Jacob Kremer
Jacob Kremer (* 8. Dezember 1924 in Kohlscheid (heute: Herzogenrath), Deutschland; † 13. Februar 2010 in Wien, Österreich) war ein römisch-katholischer Priester, Theologe und Neutestamentler. Er gilt als wichtiger Bibelwissenschaftler des 20. Jahrhunderts.

## Leben
Jacob Kremer studierte in Bonn und Rom Philosophie und Theologie und wurde an der Päpstlichen Universität Gregoriana in Rom zum Doctor theologiae promoviert. Im Oktober 1952 empfing er die Priesterweihe. Er war bis 1968 Professor für Biblische Theologie im Priesterseminar Aachen, anschließend Professor an der Pädagogischen Hochschule Rheinland und von 1972 bis zu seiner Emeritierung 1995 Universitätsprofessor für Neutestamentliche Bibelwissenschaft an der Katholisch-Theologischen Fakultät der Universität Wien. Im Rahmen der Erwachsenenbildung lehrte Kremer seit Anfang der 1970er Jahre das Fach Neues Testament auch im Wiener Theologischen Kurs, dessen Leiter von 1980 bis 1982 sein Assistent und Schüler Walter Kirchschläger war. Zu den Doktoranden Kremers zählt unter anderem auch Wilhelm Bruners.
Kremer war von Beginn seiner wissenschaftlichen Tätigkeit an ein Verfechter der historisch-kritischen Exegese und entschiedener Gegner fundamentalistischer, wortwörtlicher Bibelauslegung. Neben der wissenschaftlichen Forschung war ihm kirchliche Bibelpastoral ein besonderes Anliegen.
Er veröffentlichte zahlreiche Werke, die in viele Sprachen – unter anderem ins Chinesische – übersetzt wurden. Kremer engagierte sich unter anderem im Österreichischen Katholischen Bibelwerk und initiierte das alle zwei Jahre in Wien stattfindende „Colloquium Biblicum“. Für sein Wirken um die wissenschaftliche Verständigung mit Ländern des ehemaligen Ostblocks und um den Dialog mit der Evangelisch-Theologischen Fakultät und dem Institut für Judaistik der Universität Wien erhielt er 1994 das Große Silberne Ehrenzeichen für Verdienste um die Republik Österreich.

## Werke (Auswahl)
- Weshalb ich es euch verkündet habe. Gesammelte Studien zur Exegese, Theologie und Hermeneutik des Neuen Testaments von Jacob Kremer. Redaktion: Roman Kühschelm, Martin Stowasser u. a. Verlag Katholisches Bibelwerk, 2005.
- Das leere Grab – ein Zeichen. Zur Relevanz der historisch-kritischen Exegese für die kirchliche Verkündigung. In: Theologisch-praktische Quartalschrift, Jg. 149 (2001), S. 136–145.
- Der Erste Brief an die Korinther (Regensburger Neues Testament). Pustet, Regensburg 1997, ISBN 978-3-7917-1519-3.
- mit Franz Kardinal König: Jetzt die Wahrheit Leben. Glauben an der Schwelle zum dritten Jahrtausend. Herder, Freiburg 2. Auflage 1992.
- Lazarus. Die Geschichte einer Auferstehung. Verlag Katholisches Bibelwerk, Stuttgart 1985.
- Die Bibel lesen – aber wie? Eine kleine Anleitung zum Verstehen der Heiligen Schrift. Verlag Katholisches Bibelwerk, Stuttgart 1965, Neufassung 2003.